# Phlebia acanthocystis
Phlebia acanthocystis är en svampart som beskrevs av Gilb. & Nakasone 1998. Phlebia acanthocystis ingår i släktet Phlebia och familjen Meruliaceae.   Inga underarter finns listade i Catalogue of Life.